# Bak (Hongarije)
Bak is een plaats (község) en gemeente in het Hongaarse comitaat Zala, gelegen in het district  Zalaegerszeg. Bak telt 1578 inwoners (2015).

## Geschiedenis
De eerste vermelding van Bak komt uit 1239. In 1269 schonk Béla IV het dorp aan de Abdij van Pannonhalma. 
Stefanus V nam het terug van de abdij, maar later kwam het in handen van de abdij van Zalavár. 
Ondertussen had de nederzetting zich aanzienlijk ontwikkeld en tegen 1400 had het marktstadrechten verkregen.
In de 18e eeuw zakte het terug naar het niveau van een dorp.
De spoorlijn Csáktornya-Zalaegerszeg-Ukk werd gebouwd in 1898.
In de jaren 1900 bereikte het wegennet het, en vanaf 1935 was er een bus naar het dorp.

## Afbeeldingen

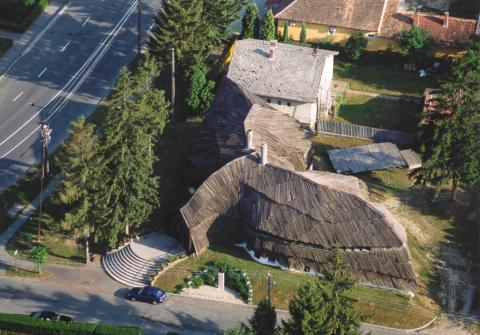
Het dorpshuis werd gebouwd volgens de plannen van Imre Makovecz